# Anni 100 a.C.
Gli anni 100 a.C. sono il decennio che comprende gli anni dal 109 a.C. al 100 a.C. inclusi.

## Nati
- Cornelia Silla, nobildonna romana
- Spartaco, militare romano († 71 a.C.)108 a.C.
- Lucio Sergio Catilina, generale e politico romano († 62 a.C.)106 a.C.
- 3 gennaio - Marco Tullio Cicerone, avvocato, politico e scrittore romano († 43 a.C.)
- 29 settembre - Gneo Pompeo Magno, militare e politico romano († 48 a.C.)
- Gaio Antonio Ibrida, politico romano
- Decimo Laberio, drammaturgo romano († 43 a.C.)105 a.C.
- Marco Azio Balbo, politico romano († 51 a.C.)
- Lucio Licinio Murena, politico romano († 22 a.C.)104 a.C.
- Giulia, romana103 a.C.
- Quinto Cecilio Metello Celere, politico romano († 59 a.C.)
- Marco Tullio Tirone, scrittore romano († 4 a.C.)102 a.C.
- Quinto Tullio Cicerone, politico romano († 43 a.C.)
- Giulia minore, romana († 51 a.C.)101 a.C.
- 13 luglio - Gaio Giulio Cesare, generale, politico e storico romano († 44 a.C.)100 a.C.
- Emilia Scaura, nobildonna romana († 82 a.C.)
- Gaio Mazio, scrittore romano

## Morti
- Lucio Opimio, politico romano108 a.C.
- Marco Livio Druso, politico romano107 a.C.
- Lucio Calpurnio Pisone Cesonino, politico e generale romano
- Lucio Cassio Longino, politico e generale romano105 a.C.
- Marco Aurelio Scauro, politico romano104 a.C.

- Gneo Domizio Enobarbo, politico romano
- Dong Zhongshu, filosofo cinese (n. 179 a.C.)
- Giovanni Ircano I, sovrano e sacerdote ebreo antico
- Giugurta, condottiero e sovrano berbero
- Giulia, nobildonna romana (n. 129 a.C.)
- Sesto Turpilio, commediografo romano

- Aristobulo I, sovrano e sacerdote ebreo antico
- Lucio Aurelio Oreste, politico romano102 a.C.
- Gaio Lucilio, poeta romano101 a.C.

- 30 luglio - Boiorix, re
- 30 luglio - Lugius, re
- Ariarate VII di Cappadocia, sovrano
- Cleopatra III, regina egizia
- Sempronia, nobildonna romana (n. 170 a.C.)
- Atenione, rivoluzionario greco antico

- Antipatro di Sidone, letterato e poeta greco antico (n. 170 a.C.)
- Lucio Apuleio Saturnino, politico romano (n. 130 a.C.)
- Gaio Servilio Glaucia, politico romano
- Gaio Memmio Mordace, politico romano
- Teodosio di Bitinia, matematico e astronomo greco antico